# Coronel Du Graty
Coronel du Graty é uma cidade da Argentina, localizada na província de Chaco.